# Scienza & Vita
Scienza & Vita è un'associazione italiana di orientamento cattolico, a carattere nazionale e con associazioni territoriali. Dal 2024 l'associazione si è trasformata in Centro studi ed afferisce alla Conferenza Episcopale Italiana.

## Storia
Scienza & Vita nasce sull'esperienza del comitato omonimo che - su ispirazione dell'allora presidente della CEI, il cardinale Camillo Ruini, difese la legge 40 sulla fecondazione assistita nel corso della campagna referendaria del 2005,.
Tra i fondatori si trovano tra gli altri Ferdinando Adornato, la senatrice Paola Binetti, Maria Burani Procaccini, Francesco D'Onofrio, Giuseppe Fioroni, Renzo Lusetti, Alfredo Mantovano, Luca Volontè, l'onorevole Edoardo Patriarca, Patrizia Toia, Renato Balduzzi, Riccardo Pedrizzi nonché Gian Carlo Blangiardo, Alberto Monticone, Antonio Baldassarre, Carlo Casini, Cesare Mirabelli, Dario Antiseri, Enrico Garaci, Ettore Bernabei, Francesco D'Agostino, Giuseppe Dalla Torre, Lucetta Scaraffia, Luigi Alici, Mario Marazziti, Maria Luisa Di Pietro, Pellegrino Capaldo, Stefano Zamagni, Salvatore Martinez, Vittorio Possenti, Carlo Valerio Bellieni.
L'impegno associativo, incentrato sulla difesa della Legge 40 si è successivamente focalizzato sui temi del fine-vita e dell'eutanasia,, delle dipendenze, delle modifiche al DNA e dell'eugenetica, del "gender", della roboetica, della dignità della donna e della lotta contro la surrogazione di maternità e lo sfruttamento della prostituzione.
In occasione dell'emergenza COVID-19, l'associazione ha concentrato il suo impegno sul tema del c.d. Triage e dei criteri di scelta nel ricovero di anziani affetti dal Coronavirus, con iniziative congiunte con la Comunità di Sant'Egidio, protagonista dell'appello per la cura degli anziani. Recentemente, l'associazione, con il suo presidente e il presidente del Forum delle associazioni familiari ha sollevato in una lettera al Presidente del Consiglio Giuseppe Conte il problema dell'illegalità diffusa sul web di pratiche commerciali vietate di surrogazione di maternità che ha suscitato particolare adesione tra parlamentari del Pd.
Negli ultimi anni, l'associazione si è impegnata per argomentare davanti alla Corte costituzionale (Italia) le sue ragioni sui temi eticamente sensibili,. 
Le associazioni locali di Scienza & Vita, che coprono tutte le venti regioni italiane, sono 112.

## Eventi, iniziative e pubblicazioni
L'associazione tiene annualmente un convegno nazionale, i cui atti sono raccolti nei Quaderni di Scienza & Vita, pubblicati dall'editore Cantagalli e giunti alla XVIII edizione, nonché workshop, studi e seminari presso la sede nazionale e nelle 112 associazioni locali. Pubblica anche in open access approfondimenti tematici e una newsletter settimanale.
Dal 2023, l'associazione tiene una summer school rivolta a giovani interessati ai temi della bioetica.

## Presidenti nazionali di Scienza & Vita
- Bruno Dalla Piccola e Paola Binetti 2005-2006
- Bruno Dalla Piccola e Maria Luisa Di Pietro 2006-2009
- Bruno Dalla Piccola 2009-2012
- Lucio Romano 2012-2013
- Paola Ricci Sindoni e Domenico Coviello 2013-2015
- Paola Ricci Sindoni 2016
- Alberto Gambino 2016 -

## Il Consiglio scientifico del Centro studi[34]
Composizione triennio 2024-2027
- Alberto Gambino, giurista, Presidente
- Carlo Bellieni, neonatologo
- Maurizio Calipari, bioeticista, segretario generale
- Lorenzo Cantoni, esperto di comunicazione
- Irma Capolupo, oncologa
- Giovanna Costanzo, filosofa
- Domenico Coviello, genetista
- Eugenio Di Brino, economista
- Luciano Eusebi, giurista
- Maurizio Faggioni, medico, teologo moralista e bioeticista
- Emanuela Garavelli, infermiera
- Giampaolo Ghilardi, filosofo
- Maria Teresa Iannone, bioeticista
- Matilde Leonardi, neurologa
- Massimo Losito, bioeticista
- Chiara Mantovani, medico e bioeticista
- Claudia Navarini, filosofa e bioeticista
- Marcello Ricciuti, palliativista
- Beatrice Rosati, esperta di comunicazione
- Dario Sacchini, medico e bioeticista